# Étienne Vető
Pour les articles homonymes, voir Vető.
Étienne Vető, né le 28 novembre 1964 à Milwaukee, est un évêque catholique franco-américain, évêque auxiliaire de Reims depuis le 26 juin 2023. 
Il est membre de la Communauté du Chemin Neuf. Docteur en théologie, enseignant dans plusieurs universités, il a été directeur du Centre Cardinal Bea de l'Université pontificale grégorienne, consulteur de la Commission pour les relations religieuses avec le judaïsme et membre de la Commission théologique internationale.

## Biographie

### Famille et jeunesse
Étienne Vető, né le 28 novembre 1964, est un des enfants d'Odile et de Miklós Vető,.

### Études et formation
Ancien élève de l'École normale supérieure de Fontenay (1984), agrégé de philosophie (1989) il étudie la théologie à la Humboldt Universität et à l'Université pontificale grégorienne, puis écrit sa thèse de doctorat en théologie au Centre Sèvres, sous la direction de Bernard Sesboüé, soutenue en 2009 et publiée en 2012, sous le titre Du Christ à la Trinité : penser les mystères du Christ après Thomas d'Aquin et Balthasar,.

### Responsabilités pastorales et académiques
Étienne Vető entre en 1987 dans la Communauté du Chemin Neuf. En 1997, il est ordonné prêtre pour l'Institut du Chemin Neuf. En 2016, au chapitre général du Chemin Neuf, il est élu au Conseil de communauté,.
Le 1er novembre 2018, il est nommé membre du Service International de Communion Charis, interlocuteur du Renouveau charismatique pour l'Église catholique.
De 2001 à 2014, il enseigne la philosophie au Centre Sèvres. À partir de 2014, il enseigne la théologie à l'Université pontificale grégorienne. En 2017, il est nommé directeur du Centre Cardinal Bea. Le 1er juillet 2019, avec cinq autres personnes il est nommé consulteur dans la Commission pour les relations religieuses avec le judaïsme du Conseil pontifical pour la promotion de l'unité des chrétiens. Le 27 juillet 2021 il est nommé membre de la Commission théologique internationale.

### Évêque
Le 26 juin 2023, Étienne Vető est nommé évêque auxiliaire de Reims, il reçoit alors le titre d'évêque titulaire de Thérouanne. Il est ordonné évêque le 9 septembre en la cathédrale Notre-Dame de Reims, par l'archevêque métropolitain de Reims, Éric de Moulins-Beaufort, assisté du cardinal Jean-Marc Aveline, archevêque métropolitain de Marseille, et de Renato Boccardo, archevêque de Spolète-Nursie. Est également présent Celestino Migliore, nonce apostolique en France, ainsi que plusieurs responsables d'autres confessions chrétiennes comme Justin Welby, primat anglican, Gabriel Papanikolaou (el), évêque grec orthodoxe de Néa Ionia et Philadelphia, Tomas Synodinos, recteur de la cathédrale de l'Annonciation d'Athènes, et Patrick Malloy, recteur de la cathédrale Saint-Jean-le-Théologien de New York.

## Publications
- Étienne Vető, Du Christ à la Trinité : penser les mystères du Christ après Thomas d'Aquin et Balthasar, Paris, Éditions du Cerf, coll. « Cogitatio fidei » (no 283), 2012, 478 p. (ISBN 978-2-204-09501-3, OCLC 786035039)[12]
- Étienne Vető et Blandine Lagrut, La vérité dans ses éclats : foi et raison, Genève, Ad Solem, 2014, 425 p. (ISBN 979-10-90819-72-6, OCLC 892898888)
- (en) Étienne Vető, The Breath of God : An Essay on the Holy Spirit in the Trinity, Eugene, Cascade Books, 2019, 155 p. (ISBN 9781532682193)